# Euselasia gyda
Euselasia gyda är en fjärilsart som beskrevs av William Chapman Hewitson 1860. Euselasia gyda ingår i släktet Euselasia och familjen Riodinidae. Inga underarter finns listade i Catalogue of Life.

## Bildgalleri

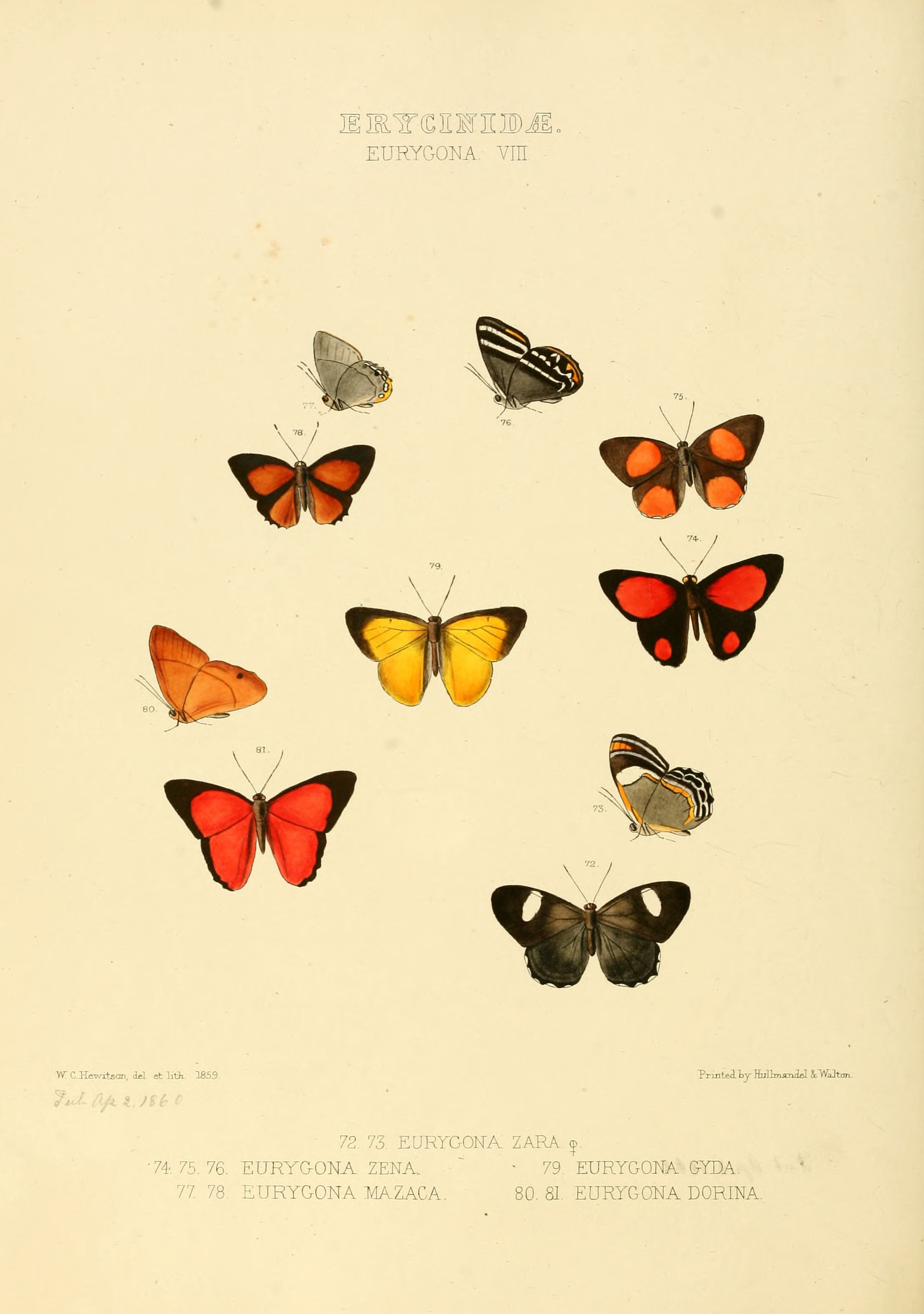
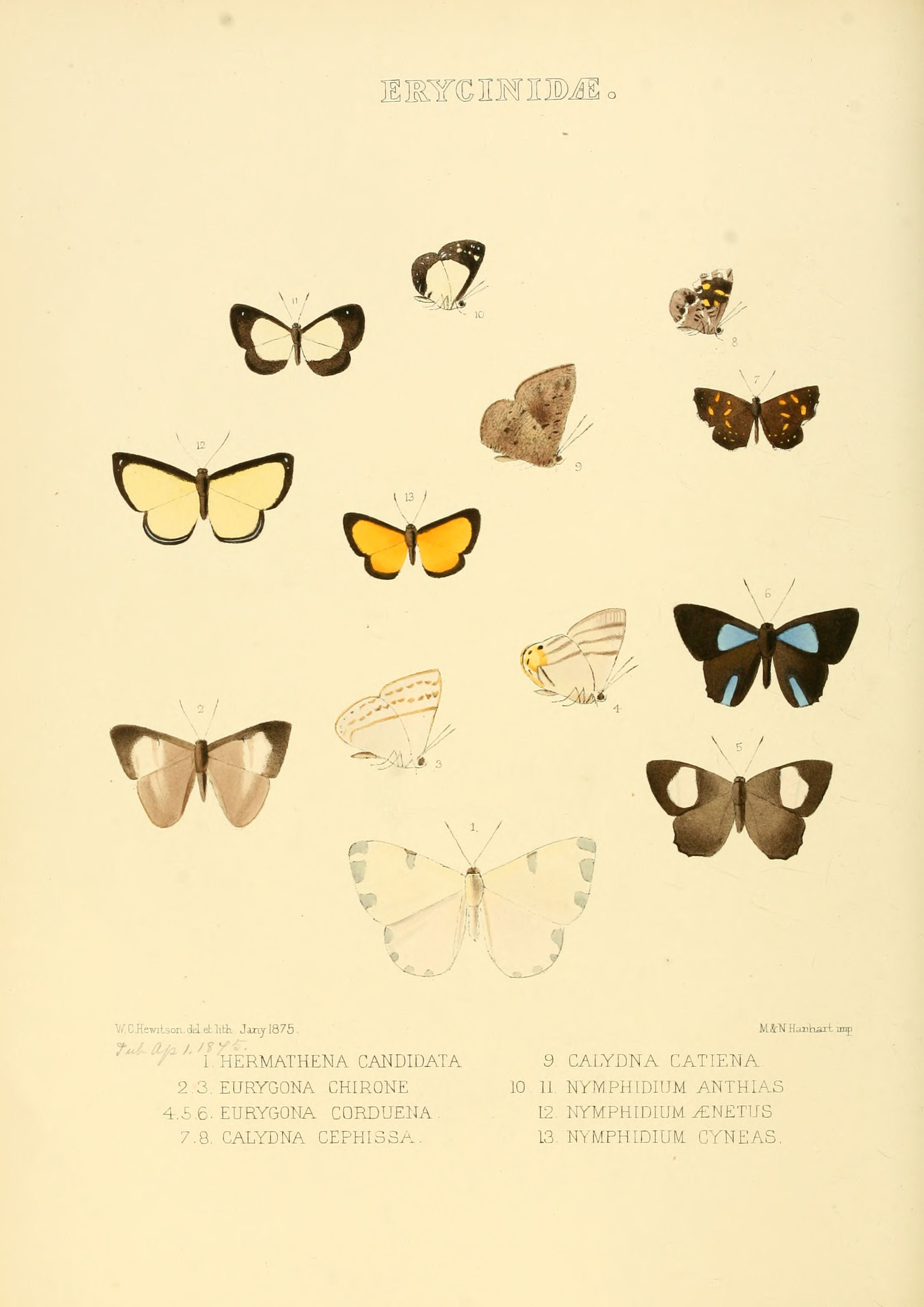